# MS Goya
MS Goya – niemiecki motorowy statek transportowy używany podczas II wojny światowej, którego zatopienie przez okręt podwodny było drugą pod względem liczby ofiar, po zatopieniu MS Wilhelma Gustloffa, katastrofą morską w historii.

## Historia
Goya – wtedy frachtowiec – zbudowany został w 1940 w stoczni Akers Mekaniske Verksted w Oslo. Już w tym roku pływał jako okręt pomocniczy (transportowiec) dla niemieckich okrętów podwodnych. Od 1943 należał jako okręt-baza dla okrętów podwodnych Kriegsmarine. Później pełnił funkcję okrętu-celu w porcie Memel (Kłajpeda). W 1945 został przekwalifikowany na statek transportowy dla wojska i w ramach Operacji Hannibal przeznaczony do przewożenia uciekinierów niemieckich m.in. z Pomorza. Wbrew często powtarzanym opiniom nie miał on statusu statku szpitalnego, lecz wojskowego transportowca. W momencie zatopienia przewoził nie tylko cywilów i rannych, lecz także wojskowych, w tym 200 żołnierzy 35. Pułku Pancernego.

### Zatopienie
W swoim ostatnim rejsie „Goya” płynął w konwoju statków wiozących niemieckich uciekinierów z Prus Wschodnich i Gdańska. 16 kwietnia 1945 u wybrzeży południowego cypla Mierzei Helskiej – po czterech godzinach od wyjścia z portu – został zaatakowany i uszkodzony przez radzieckie bombowce. „Goya” płynął w konwoju z mniejszymi transportowcami – „Kronenfels” i „Aegir”. Prędkość konwoju ograniczały kłopoty silnika Kronenfelsa, który był nawet zmuszony do zatrzymania maszyny na 20 minut celem dokonania naprawy. Wieczorem 16 kwietnia „Goya” został wykryty przez uzbrojony w torpedy radziecki podwodny stawiacz min L-3. Mimo stosunkowo silnej eskorty – osłonę konwoju tworzyły dwa stawiacze min – M-256 i M-328 – o godz. 23.52, w odległości kilkunastu mil od Rozewia, L-3 wystrzelił cztery torpedy, z których dwie trafiły w statek. Pierwsza trafiła w dziób, natomiast druga w śródokręcie niszcząc maszynownię i powodując eksplozję, która przełamała „Goyę” na pół. Statek zatonął krótko po północy w ciągu czterech minut. Tak szybkie zatonięcie uniemożliwiło jakąkolwiek planowaną akcję ratunkową na pokładzie „Goi”. W lodowatej wodzie zginęło co najmniej 6000 osób; możliwa jest większa liczba ofiar (ok. 7000), bowiem na pokładzie prawdopodobnie znajdowały się osoby nieujęte na liście pasażerów. Okręty eskorty zdołały wyłowić zaledwie 182 osoby, z których 9 wkrótce zmarło. Niektóre źródła podają, iż uratowały się 98, 165 lub 334 osoby.
Dowódca okrętu podwodnego kapitan Władimir Konowałow został za tę akcję uhonorowany najwyższym radzieckim wyróżnieniem wojennym – tytułem Bohatera Związku Radzieckiego.

## Dane
- długość: 131 m
- szerokość: 17 m
- pojemność: 5330 BRT
- napęd: dwa silniki wysokoprężne Burmeister&Wain, 7-cylindrowe, dwusuwowe o mocy 8400 KM
- prędkość: 18 w

## Wrak
- pozycja: 55°12′N 018°18′E/55,200000 18,300000
- głębokość zalegania na dnie: 71,5–78 m
- minimalna głębokość nad wrakiem: 53,5 m

Wrak został odkryty 26 sierpnia 2002 przez polskich nurków – Grzegorza Dominika, Michała Poradę i Marka Jagodzińskiego.
Dokładnie w 58. rocznicę zatonięcia, 16 kwietnia 2003, międzynarodowa ekspedycja pod kierunkiem Ulricha Restemeyera na pokładzie statku „Fritz Reuter” ustaliła pozycję przy użyciu sonaru trójwymiarowego. Okręty eskorty, prawdopodobnie w wyniku pośpiesznej ucieczki, błędnie odnotowały miejsce tragedii.
Wrak znajduje się w stosunkowo dobrym stanie, choć jest pokryty sieciami rybackimi.
Wrak MS „Goya” jest uznany przez Polskę za mogiłę wojenną, w związku z czym zakazane jest nurkowanie na wrak i w promieniu 500 m od niego.